# Eulen-Rufe
Eulen-Rufe (englischer Originaltitel Owl Moon) ist ein Bilderbuch der US-amerikanischen Autorin Jane Yolen, das 1987 mit Illustrationen von John Schoenherr beim Verlag Philomel Books veröffentlicht wurde. Die deutsche Erstausgabe in einer Übersetzung von Uwe-Michael Gutzschhahn erschien 1989 beim Maier Verlag.

## Inhalt
Ein Vater geht mit seiner kleinen Tochter in einer Nacht in den tief verschneiten Wald, in der Hoffnung, dort auf Eulen zu treffen. Als sie bei den Kiefern ankommen, ahmt der Vater immer wieder den Ruf eines Virginiauhus nach. Von ihren Brüdern weiß das Mädchen, dass man Geduld haben muss und es sogar sein kann, dass sich die ganze Nacht keine Eule blicken lässt. Obwohl es eiskalt ist und die dunklen Schatten des Waldes bedrohlich wirken, gibt das Mädchen keinen Ton von sich, denn vom Vater hat sie gelernt, dass man bei der Suche nach Eulen ganz leise und mutig sein muss. Als sie zu einer Lichtung gelangen, die vom Mond ganz hell erleuchtet ist, antwortet dem Vater schließlich eine Eule. Ihr Rufen kommt immer näher und schließlich lässt sich ein fast lautloser Schatten auf einem der Bäume nieder. Der Vater knipst seine Taschenlampe an, deren Strahl eine große Eule beleuchtet. Minutenlang starrt der große Vogel die beiden an, ehe er wieder wegfliegt und im Wald verschwindet. Glücklich über das erfolgreiche Erkundungsabenteuer kehren Vater und Tochter nach Hause zurück.

## Hintergrund
Das Buch ist eine autobiografische Mischung aus zahlreichen nächtlichen Eulen-Ausflügen, die Yolens Gatte David W. Stemple mit Tochter Heidi unternahm. Schoenherrs Aquarelle sind inspiriert von den Winterlandschaften in New Jersey.

## Rezeption
Maya Linden schreibt in ihrer Rezension: „Voller Poesie wird hier beschrieben, wie ein Kind die Schönheit der Natur erlebt. […] Eulen-Rufe zählt zu Yolens bekanntesten Werken […]. Die Geschichte wurde in viele Sprachen – darunter Chinesisch und Koreanisch – übersetzt. Bruce O’Brian schrieb sogar einen Song darüber. Die Erzählung fängt das zarte, innige Band zwischen Vater und Tochter ein, aber auch das Band, das alle Menschen mit der Natur verbindet und vermittelt Kindern ein Gefühl für die Schönheit und Verletzlichkeit der Welt.“ Kay E. Vandergrift schreibt im School Library Journal: „Owl Moon ist so weitläufig wie der weite Schwung der Flügel einer großen Eule und so nah und tröstlich wie eine kleine Hand, die in einer Winternacht gehalten wird. […] Dies ist ein liebevolles Buch, das Leser, ob männlich oder weiblich, jung oder alt, zu einem Teil ihres Lebens machen wollen.“

## Auszeichnungen
Eulen-Rufe wurde 1988 mit einer Caldecott Medaille ausgezeichnet.

## Referenzen
Eulen-Rufe ist in dem literarischen Nachschlagewerk 1001 Kinder- und Jugendbücher – Lies uns, bevor Du erwachsen bist! für die Altersstufe 3+ Jahre enthalten.

## Ausgaben
- Owl Moon. Philomel Books, USA 1987 (englisch).
- Eulen-Rufe. Maier, 1989.